# 叙特里约
叙特里约（法語：Sutrieu，法語發音：[sytʁijø]）是法国安省的一个旧市镇，位于该省东部偏南，属于贝莱区。2019年，叙特里约与邻近3个市镇合并为新市镇塞朗河畔瓦尔罗梅。

## 地理
叙特里约（45°57'5"N, 5°39'32"E）面积19.05 平方千米，位于法国奥弗涅-罗讷-阿尔卑斯大区安省，该省份为法国东部省份，北起汝拉省，西北接索恩-卢瓦尔省，西接罗讷省和里昂大都会，南至伊泽尔省，东与萨瓦省、上萨瓦省和瑞士接壤。
与叙特里约接壤的市镇（或旧市镇、城区）包括：贝尔蒙-吕泰济约、瓦尔罗梅地区香槟、比热地区科尔马朗什、洛尼约、泰济略。

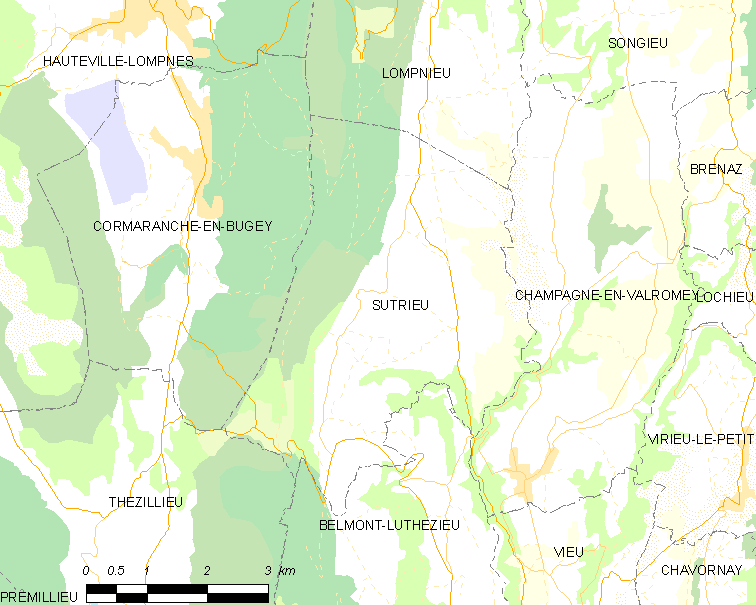
叙特里约的OSM定位图

叙特里约的时区为UTC+01:00、UTC+02:00（夏令时）。

## 行政
叙特里约的邮政编码为01260，INSEE市镇编码为01414。

## 政治
叙特里约所属的省级选区为普拉托多特维尔县。

## 人口

1962-2008年间叙特里约人口变化图示

叙特里约于2018年1月1日时的人口数量为207人。